# بارني ستانلي
بارني ستانلي (بالفرنسية: Barney Stanley)‏ (و. 1893 – 1971 م) هو لاعب هوكي الجليد كندي، توفي عن عمر يناهز 78 عاماً.

## جوائز
حصل على جوائز منها:
- كأس ستانلي.

## روابط خارجية
- بارني ستانلي على موقع دوري الهوكي الوطني (الإنجليزية)
- بارني ستانلي على موقع EliteProspects.com (الإنجليزية)
- بارني ستانلي على موقع HockeyDB.com (الإنجليزية)
- بارني ستانلي على موقع Hockey-Reference.com (الإنجليزية)